# Strelišče
Strelišče je prostor, kjer se uporablja strelno orožje za vadbo ali tekmovanja.

## Zakonske opredelitve
V Sloveniji je v Zakonu o orožju civilno strelišče opredeljeno v 50. členu kot:
Strelišče po tem zakonu (civilno strelišče) je objekt, namenjen športno rekreativnemu streljanju, ki izpolnjuje tehnične in varnostne pogoje za uporabo varnostnega, lovskega in športnega orožja.
Na strelišču se lahko izvaja dejavnost, ki obsega streljanje z orožjem določene vrste in kalibra, prepustitev takega orožja za streljanje ter oskrbo in hrambo takega orožja in streliva.
Določila tega zakona o civilnih streliščih ne veljajo za lovska strelišča, ki jih lovske organizacije v okviru lovišča uporabljajo za pristrelitev in preskus lovskega orožja svojih članov po lovskih predpisih.

## Delitev
Glede na namen ločimo:
- Strelišča za puško šibrenico (trap ali skeet)
- Strelišča za dolgocevno orožje
- Strelišča za kratkocevno orožje

Glede na način uporabe ločimo:
- Pokrita strelišča
- Odprta strelišča

Glede na tip strelišča ločimo:
- Strelišča odprtega tipa (javna oziroma civilna)
- Strelišča zaprtega tipa (za potrebe varnostnih sil in policije, t. i. vojaška strelišča)

Glede na postavitev strelskih prog ločimo:
- Strelišča z označenimi strelskimi linijami
- Poligone